# Mesochorus versuranus
Mesochorus versuranus là một loài tò vò trong họ Ichneumonidae.